# Soğukpınar, Göksun
Soğukpınar là một xã thuộc huyện Göksun, tỉnh Kahramanmaraş, Thổ Nhĩ Kỳ. Dân số thời điểm năm 2010 là 121 người.